# Kanton Boulogne-sur-Mer-Sud
Der Kanton Boulogne-sur-Mer-Sud war von 1869 bis 2015 ein französischer Kanton im Arrondissement Boulogne-sur-Mer, im Département Pas-de-Calais und in der Region Nord-Pas-de-Calais. Sein Hauptort war Boulogne-sur-Mer. Der Kanton lag im Mittel 46 Meter über Normalnull, zwischen 0 Metern in Boulogne-sur-Mer und 188 Metern in Saint-Martin-Boulogne.

## Gemeinden
Der Kanton bestand aus vier Gemeinden und ein Teil der Stadt Boulogne-sur-Mer (angegeben ist die Gesamteinwohnerzahl, im Kanton lebten etwa 8.200 Einwohner der Stadt):
| Gemeinde                | Einwohner Jahr | Fläche km² | Bevölkerungsdichte | Code INSEE | Postleitzahl |
| ----------------------- | -------------- | ---------- | ------------------ | ---------- | ------------ |
| Baincthun               | 1.315 (2013)   | 26,69      | 49 Einw./km²       | 62075      | 62360        |
| Boulogne-sur-Mer        | 42.537 (2013)  | –          | – Einw./km²        | 62160      | 62200        |
| Echinghen               | 367 (2013)     | 5,84       | 63 Einw./km²       | 62281      | 62360        |
| Saint-Martin-Boulogne   | 11.323 (2013)  | 13,15      | 861 Einw./km²      | 62758      | 62280        |
| La Capelle-lès-Boulogne | 1.557 (2013)   | 6,5        | 240 Einw./km²      | 62908      | 62360        |